# スクラッチシールド
スクラッチシールド (Scratch shield) は、日産自動車の軟質樹脂を配合したクリヤー塗装である。
スクラッチガードコートの進化版として登場した。

## 概要
通常のクリヤーコートに特殊高弾性樹脂を配合し柔軟性を向上させ、樹脂の結合密度を高くすることで強靱性を高めているため、日常での使用で生じる細かい擦りキズによる塗装表面の劣化を防ぎ、新車時の塗装品質を長期間維持することができる。また、塗装面を温めることにより復元を早めることができる。
ただし、クリヤー塗装がはがれるような深い傷は復元することができない。
同技術は他業種にもライセンスされており、2010年にNTTドコモから発売されたNEC製の「N-03B」にこの技術が採用されている。
また、2011年にはビフレステックの高級スピーカーに同技術が採用された。

## 採用車種

### 日産
- エクストレイル
- フーガ/フーガハイブリッド
- シーマ
- プレジデント
- スカイライン
- スカイラインクーペ
- スカイラインクロスオーバー
- ティアナ
- ムラーノ
- フェアレディZ
- エルグランド
- GT-R
- セレナ

### スズキ
- ランディ

### インフィニティ
- EX
- FX（S51型）
- G37セダン（2008年9月発売）

### 三菱
- プラウディア（フーガのOEM）
- ディグニティ（シーマのOEM）